# Шуаїб Булудінат
Шуаїб Булудінат (араб. شعيب بولودينات; 8 січня 1987) — алжирський боксер, чемпіон Всеафриканських ігор.

## Аматорська кар'єра
2011 року став чемпіоном Всеафриканських ігор в категорії до 91 кг. На чемпіонаті світу 2011 здобув три перемоги, а у чвертьфіналі програв Сяргєю Карнєєву (Білорусь).
На Олімпійських іграх 2012 програв в першому бою Ямілю Перальта (Аргентина).
На чемпіонаті світу 2013 програв у другому бою Ерісланді Савону (Куба). На чемпіонаті світу 2015 програв у другому бою Абдулкадиру Абдуллаєву (Азербайджан).
На Олімпійських іграх 2016 програв в першому бою Кеннеді Сен-П'єрру (Маврикій).
На чемпіонаті світу 2019 в категорії понад 91 кг програв у другому бою Нелві Тяфак (Німеччина).
На Олімпійських іграх 2020 програв в першому бою Річарду Торрезу (США).